# Hospitals de Sang
Hospitals de Sang és un centre d'interpretació de Batea des d'on es poden conèixer tots els aspectes relatius a la sanitat durant la batalla de l'Ebre i es mostra com s'actuava per atendre i evacuar els ferits al front, l'organització del personal sanitari i tots els aspectes de la medicina de guerra. En aquest sentit s'hi pot descobrir, a càrrec del testimoni del doctor Moisès Broggi, la innovació constant de la República en els aspectes sanitaris per suplir les mancances generades per la guerra i la manca de recursos i suports.
La batalla de l'Ebre, iniciada el juliol de 1938 i finalitzada el novembre, va representar un dels episodis més importants de la Guerra Civil. En el context de guerra, la salut en la primera línia de front implicava l'assistència als ferits, el control de les epidèmies i de les malalties infectocontagioses, l'organització dels hospitals de sang, els mitjans d'atenció i evacuació, etc. Tot plegat, un repte per a tot el sistema sanitari en un context de carestia, precarietat i perill, agreujats per l'altíssim nombre de baixes i ferits que va provocar la llarga i crua batalla.